# Ministerio de la Mujer y Poblaciones Vulnerables
El Ministerio de la Mujer y Poblaciones Vulnerables (MIMP) es el órgano del Estado Peruano dedicado a la mujer y al derecho en la sociedad de los peruanos. Su sede principal está en Lima, Perú.

## Creación
Fue creado el 29 de octubre de 1996 durante el gobierno de Alberto Fujimori bajo el nombre de Ministerio de Promoción de la Mujer y del Desarrollo Humano (PROMUDEH). Su creación fue anunciada por Fujimori en Colonia, Alemania, en el marco de la Semana Latinoamericana 1996 y la Conferencia Alemana sobre la Economía Latinoamericana. La primera ministra de la mujer fue Miriam Schenone.
Posteriormente, el 11 de julio del 2002, mediante Ley Orgánica 27779, se modificó la organización del Consejo de Ministros del Perú, por lo que pasó a denominarse como Ministerio de la Mujer y Desarrollo Social (MIMDES). Sin embargo, el Comité Latinoamericano de Defensa de los Derechos de la Mujer había criticado la posible reestructuración del órgano. Desde 2012, se convirtió en el Ministerio de la Mujer y Poblaciones Vulnerables (MIMP).

## Servicios
El MIMP contó con los Centros de Emergencia Mujer entre 1996 y 2025, cuando el Congreso de la República los trasladó al Ministerio de Justicia, que por aquel entonces sufría recortes presupuestarios.

## Organización
- Secretaria General
- Viceministerio de la Mujer
  - Dirección General de Igualdad de Género y No Discriminación
  - Dirección General de Transversalización del Enfoque de Género
  - Dirección General de Contra la Violencia de Género
- Viceministerio de Poblaciones Vulnerables
  - Dirección General de Población, Desarrollo y Voluntariado
  - Dirección General de la Familia y la Comunidad
  - Dirección General de Niñas, Niños y Adolescentes
  - Dirección General de Adopciones

## Órganos adscritos al Ministerio
- Consejo Nacional para la Integración de la Persona con Discapacidad (CONADIS)
- Programa Integral Nacional para el Bienestar Familiar (INABIF)
- Programa Nacional Contra la Violencia Familiar y Sexual
- Programa Nacional Yachay
- Programa Nacional Vida Digna
- Programa de Pensión por Discapacidad Severa